# Jan Engbertus Jonkers
Jan Engbertus Jonkers (Buitenpost, 10 mei 1890 - Wassenaar, 25 november 1971) was een Nederlands rechtsgeleerde. Hij was als hoogleraar verbonden aan de Universiteit van Utrecht en de Universiteit van Leiden. Hij specialiseerde zich in het strafrecht in Nederlands-Indië.

## Biografie
Jonkers werd geboren in 1890 te Buitenpost. Hij bracht zijn middelbareschooltijd door aan het gymnasium in Kampen. In 1910 begon hij aan een studie theologie aan de Universiteit Leiden maar al snel verruilde hij deze studie voor een studie rechten waarna hij in 1915 promoveerde. In 1916 deed hij een aanvullend examen op het gebied van Indisch recht. Datzelfde jaar reisde hij af naar Nederlands-Indië waar hij aan het werk ging als ambtenaar bij de landraad in Pati. Later maakte hij de overstap naar de Raad van Justitie in Medan.
In 1918 werd Jonkers benoemd tot buitengewoon voorzitter van de landraad van Serang en in 1922 werd hij benoemd tot voorzitter van de landraad in Sawahlunto. Het jaar erop werd hij ambtenaar ter beschikking van de procureur-generaal te Batavia. In 1926 werkte hij voor het Departement van Justitie. In 1928 werd hij aangesteld als officier van justitie in Makassar, in 1931 werd hij dit in Padang en Medan en in 1935 in Semarang. Uiteindelijk werd hij in 1935 benoemd tot advocaat-generaal in Batavia.
In 1939 was Jonkers weer terug in Nederland. Dat jaar kreeg hij als bijzonder hoogleraar de leerstoel van het fonds ten behoeve van Indologische studiën aan de Universiteit Utrecht toebedeeld. Hij had het strafrecht en het strafprocesrecht van Nederlands-Indië als zijn leeropdracht. In september 1945 maakte hij de overstap naar de Universiteit Leiden waar hij de functie van gewoon hoogleraar Nederlands-Indisch strafrecht en procesrecht toebedeeld kreeg. In 1953 werd zijn leeropdracht gewijzigd in het Indonesisch en Nederlands strafrecht en procesrecht.
Tijdens het studiejaar 1959/60 was hij de rector magnificus van de Universiteit Leiden. Na het aflopen van zijn termijn als rector magnificus in 1960 ging hij tevens met emeritaat. In 1971 kwam hij te overlijden.

## Publicaties (selectie)
- De waarheid in het strafproces. Groningen 1939 (oratie Universiteit Utrecht)
- Het vooronderzoek en de telastelegging in het Landraad-strafproces. Groningen 1940
- Het Nederlandsch-Indische strafstelsel. Utrecht 1940
- Vrouwe Justitia in de tropen. Deventer 1943
- De weg van het strafrecht. Leiden 1946 (oratie Universiteit Leiden)
- Praeadvies over de beledigde partij in het Nederlandse strafproces. Zwolle 1954
- Het recht in beweging. Leiden 1960
- Handboek van het Nederlandsch-Indische strafrecht. Leiden 1946; Jakarta 1964 (Indonesisch: Hukum pidana Hindia Belanda. Jarkata 1987)